# Ernst Stenberg
Ernst Gustaf Harald Stenberg,  född 1 mars 1864 i Nordmalings socken, död 18 december 1912 i Pajala socken, var en svensk läkare.
Ernst Stenberg var son till Per Magnus Stenberg, som var förvaltare först på Håknäs sågverk i Nordmaling och sedan på Johannisfors bruk i Sävar; modern Erica Stenberg hette Nygren som ogift. Båda föräldrarna tillhörde västerbottniska prästfamiljer. Ernst Stenberg kom till läroverket i Umeå 1874, där han avlade mogenhetsexamen 1883. Samma år blev han student vid Uppsala universitet och efter mediko-filosofisk examen året därpå blev han 1885 student vid Karolinska institutet i Stockholm. År 1888 blev han medicine kandidat och 1895 medicine licentiat. Ett år var han skeppsläkare på S/S Nordkusten, som gick mellan Stockholm och Sankt Petersburg, och hade därefter olika förordnanden i skilda provinsialläkardistrikt. Åren 1897–1909 var han extra provinsialläkare i Dorotea distrikt innan han 1909 blev provinsialläkare i Pajala distrikt.
Han var gift med Ruth Berglund.